# 475 pr. n. št.

## Rojstva
- Darej II., vladar perzijskega Ahemenidskega cesarstva († 404 pr. n. št.)
- Džao Vušu, 7. vodja klana Džao († 425 pr. n. št.)

## Smrti
- Atosa, ahemenidska princesa  (* 550 pr. n. št.)